# Leopoldo Santovincenzo
Leopoldo Santovincenzo (Campobasso, 23 gennaio 1964) è un regista e autore televisivo italiano.

## Biografia
Nato in Molise nel 1964, si trasferisce a Roma dove frequenta il Centro sperimentale di cinematografia.
Dal 1989 lavora in Rai, inizialmente presso la sede regionale per il Molise, dall'anno successivo e sino al 1999 presso la Direzione Esteri della Rai, che prenderà il nome di Rai International. Dal 1999 al 2008 passa a RaiSat Cinema come autore, regista e consulente per la programmazione. Dal 2008 è responsabile della programmazione cinema per Rai 4.
Tra il 2002 ed il 2004 è stato docente di Cinema, fotografia e televisione presso l'Università degli Studi del Molise, facoltà di Scienze dell'Economia.
È stato uno degli ideatori del programma televisivo Wonderland, che va in onda su Rai 4 (e Raiplay) ininterrottamente dal 2011
Nel 2017 pubblica il suo primo romanzo La balena di piazza Savoia (Exòrma Edizioni).